# Brnjica (Golubac)
Pour les articles homonymes, voir Brnjica.
Brnjica (en serbe cyrillique : Брњица) est un village de Serbie situé dans la municipalité de Golubac, district de Braničevo. Au recensement de 2011, il comptait 293 habitants.

## Démographie

### Évolution historique de la population
| 1948 | 1953 | 1961 | 1971 | 1981 | 1991 | 2002 | 2011 |
| ---- | ---- | ---- | ---- | ---- | ---- | ---- | ---- |
| 632  | 664  | 720  | 590  | 605  | 531  | 391  | 293  |

|  |